# Forces Armades de l'Iran

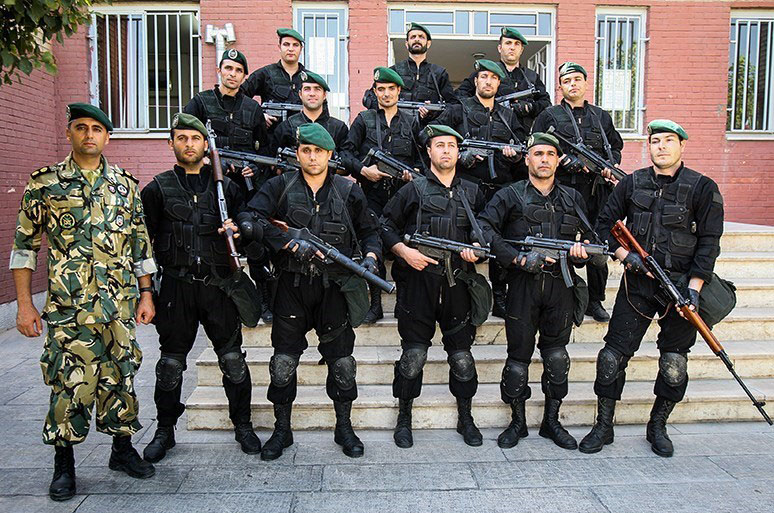
Soldats de les forces especials iranianes.

Les Forces Armades de la República Islàmica de l'Iran ( persa: نيروهای مسلح جمهوری اسلامی ايران ) són la principal força militar iraniana, que inclou un Exèrcit regular ( ارتش جمهوری اسلامی ایران اسی, l'Exèrcit dels guàrdies de la revolució islàmica سپاه پاسداران انقلاب اسلامی ) i, la resta de forces de seguretat ( نيروی انتظامی جمهوری اسلامی ایران ).
Actualment amb un total de 545.000 militars actius. Totes les seves armes i branques estan sota el comandament de la seu de Teheran ( ستاد کل نیروهای مسلح ).
Segons el Comandament Central dels Estats Units, l'exèrcit iranià és un dels millors de l'Orient Mitjà, juntament amb les Forces de Defensa d'Israel.

## Història
Al final de la dinastia Qajar, Pèrsia va formar el primer exèrcit unificat del món, format per les forces terrestres, navals i aèries. Després del cop d'estat de 1953, l'Iran va començar a comprar algunes armes a Israel, els Estats Units i altres països del bloc occidental. Més tard, l'Iran va començar a establir la seva pròpia indústria d'armes; els seus esforços en aquest sentit van romandre en gran part desconeguts internacionalment fins fa poc.
Després de la revolució iraniana de 1979, el deteriorament de les relacions amb els EUA va donar lloc a sancions internacionals liderades pels EUA, inclòs un embargament d'armes imposat a l'Iran.
L'Iran revolucionari va ser agafat desprevingut per la invasió iraquiana a l'inici de la guerra Iran-Iraq de 1980 a 1988. Des de 1987, els Estats Units han intentat impedir que els vaixells iranians bloquegin les rutes marítimes internacionals pel golf Pèrsic en l'operació Prime Chance, operació que va durar fins al 1989. El 18 d'abril de 1988, els Estats Units van prendre represàlies contra l'atac iranià al USS Samuel B. Roberts a l'operació Mantis religiosa. Simultàniament, l'exèrcit iranià ha hagut d'aprendre a mantenir operatius els seus grans arsenals d'equips i armes fabricats als Estats Units sense ajuda externa, a causa de les sancions dirigides pels Estats Units.
No obstant això, l'Iran va poder obtenir quantitats limitades d'armes de fabricació nord-americana quan va comprar peces de recanvi i armes americanes per als seus militars durant l'afer Iran-Contra. Al principi, els lliuraments venien d'Israel i després dels EUA. El govern iranià va establir un programa de rearmament de cinc anys el 1989 per reemplaçar l'armament gastat de la guerra entre l'Iran i l'Iraq, un dels focus d'aquest programa eren les armes dissenyades per evitar que els vaixells accedeixin al mar, inclosos els míssils capaços d'atacar portaavions.
Segons Juan Cole, l'Iran no ha llançat mai una "guerra agressiva" a la història moderna, i el seu lideratge segueix una doctrina de "sense primer atac". El pressupost militar del país és un dels més baixos per càpita de la regió del Golf Pèrsic.

## Galeria

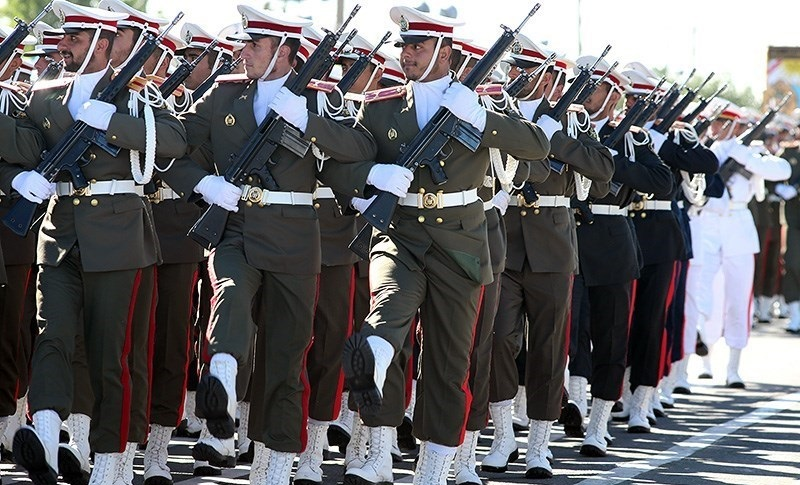
Soldats de l'exèrcit iranià.
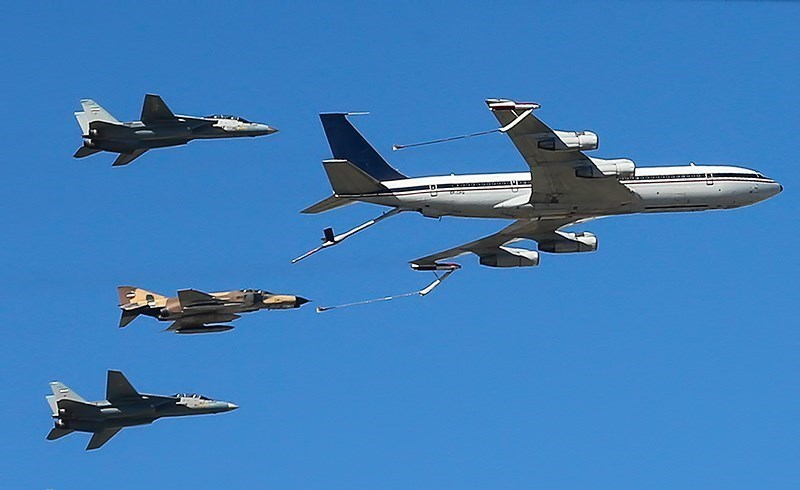
Un avió de càrregaBoeing 707de la força aèria iraniana que va tornarF-14jo unF-4.
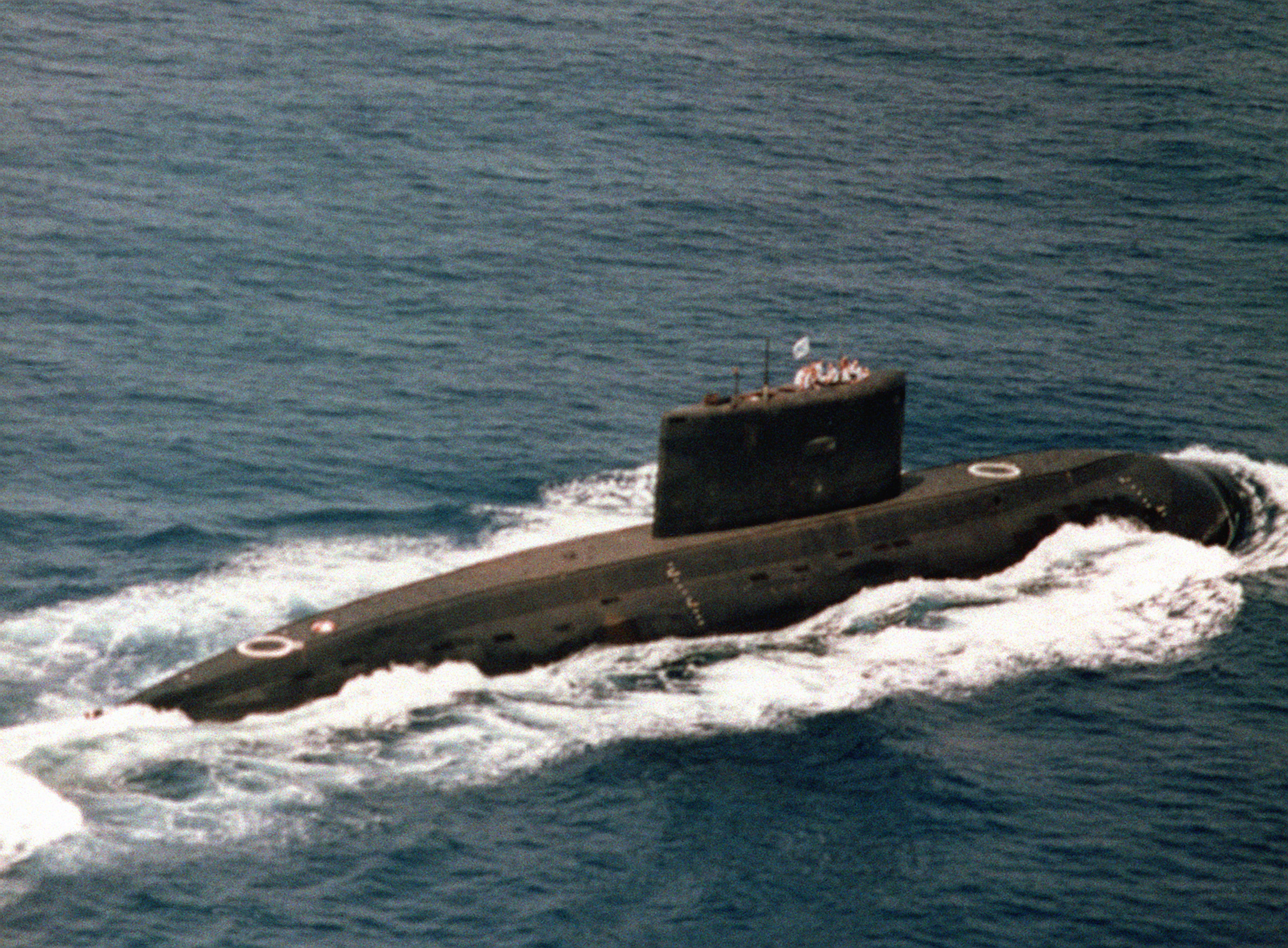
Un submarí de classequiloVaig servir l'Iran.
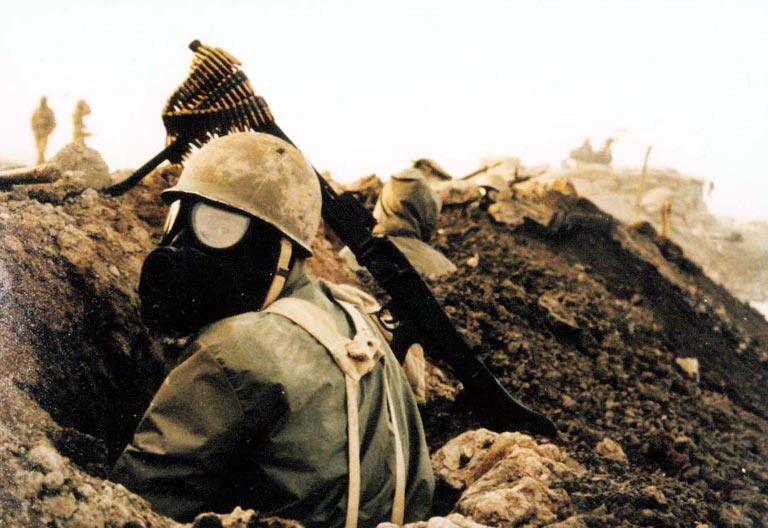
Un soldat iranià durant la Guerra Iran-Iraq.